# Martin Oostenbrink
Martin Oostenbrink (Zwolle, 23 juli 1987) is een Nederlands politicus. Sinds 5 maart 2025 is hij lid van de Tweede Kamer der Staten-Generaal voor BoerBurgerBeweging (BBB). Hij kwam in de Kamer als opvolger voor Lilian Helder.

## Biografie
Oostenbrink groeide op in Dedemsvaart en was bij aanvang van zijn lidmaatschap van de Tweede Kamer woonachtig te Voorburg. Voor zijn Kamerlidmaatschap werkte hij als ambtenaar bij het ministerie van Binnenlandse Zaken en Koninkrijksrelaties, hij was daar manager Tijdelijk Werk.

## Politieke carrière
Oostenbrink stond bij de Tweede Kamerverkiezingen 2023 als twaalfde op de lijst voor BBB, hij behaalde 281 stemmen. Dat was toen onvoldoende om rechtstreeks een zetel te bemachtigen, de partij behaalde 7 zetels. Nadat Kamerlid Lilian Helder haar aftreden bekend maakte, werd Oostenbrink haar opvolger. Op 5 maart 2025 legde hij de eed af in handen van Kamervoorzitter Martin Bosma.